# The Fall (XXXTentacion)
The Fall è il secondo EP pubblicato dal rapper statunitense XXXTentacion il 21 novembre 2014 su Soundcloud. L'EP condivide alcune caratteristiche con Willy Wonka Was a Child Murderer: tra questi, la traccia Never.

## Tracce
Testi di Jahseh Onfroy.
1. Never – 3:40 (musica: Aesthesys)
2. Ghost – 2:27 (musica: Greaf)
3. The Fall – 2:40 (musica: XXXTentacion)
4. White Girl – 2:04 (musica: OGHST, BLVC SVND)
5. FuckABitchFace – 1:51 (musica: OGHST)

## Formazione
Musicisti
- XXXTentacion – voce, testi, produzione

Produzione
- Aesthesys - produzione
- OGHST - produzione
- BLVC SVND - produzione
- Greaf - produzione